# العارضة (ريمة)

تعديل مصدري - تعديل

قرية العارضة

هي إحدى قرى عزلة بكال الواقعة ضمن مديرية مزهر التابعة لمحافظة ريمة، بلغ تعداد سكانها (559) نسمة حسب تعداد اليمن لعام 2004.

## المحلات التابعة للقرية
- صلحه
- الجبوب
- مبك
- شصه
- المودع
- الجابه
- المرفده
- دلوله
- قرضي

## روابط خارجية
- الدليل الشامــل